# 무술 무기 목록
무술(武術)에 사용되는 무기(武器)를 열거한 목록이다.
.

## 방패
- 버클러(유럽)
- 타지(영국)
- 헝가리 방패(헝가리)

## 활과 화살
- 장궁(長弓)
- 화궁(和弓, 일본)
- 각궁(角弓,한국)
- 쇠뇌(弩)
- 석궁(石弓)

## 창

한국과중국의 전통 무기인 당파.

- 빌(Bill)
- 랜스(Lance)
- 파이크(Pike)
- 하스타(Hasta)
- 알슈피스(Ahlspiess)
- 할베르트(Halberd)
- 글레이브 (Glaive)
- 사리사(그리스)
- 과(戈, 중국)
- 극(戟, 중국)
- 야리(槍, 일본)
- 당파(鐺鈀, 한국)

## 도끼
- 바르디슈(Bardiche, 동유럽)

## 칼 / 검

### 단검
- 대거(Dagger)
- 단도(短刀, 일본)
- 사이(釵, 일본)
- 호접쌍도(蝴蝶雙刀, 중국)
- 크리스(동남 아시아)
- 칼리스(필리핀)
- 쿠크리(힌디어: खुकुरी, 네팔)
- 카타라(힌디어: कटार, 인도)
- 파타(힌디어: पट, 인도)
- 시카(고대 로마)
- 푸기오(고대 로마)
- 스크라마삭스(Seax, 북유럽)
- 패링 대거(유럽)

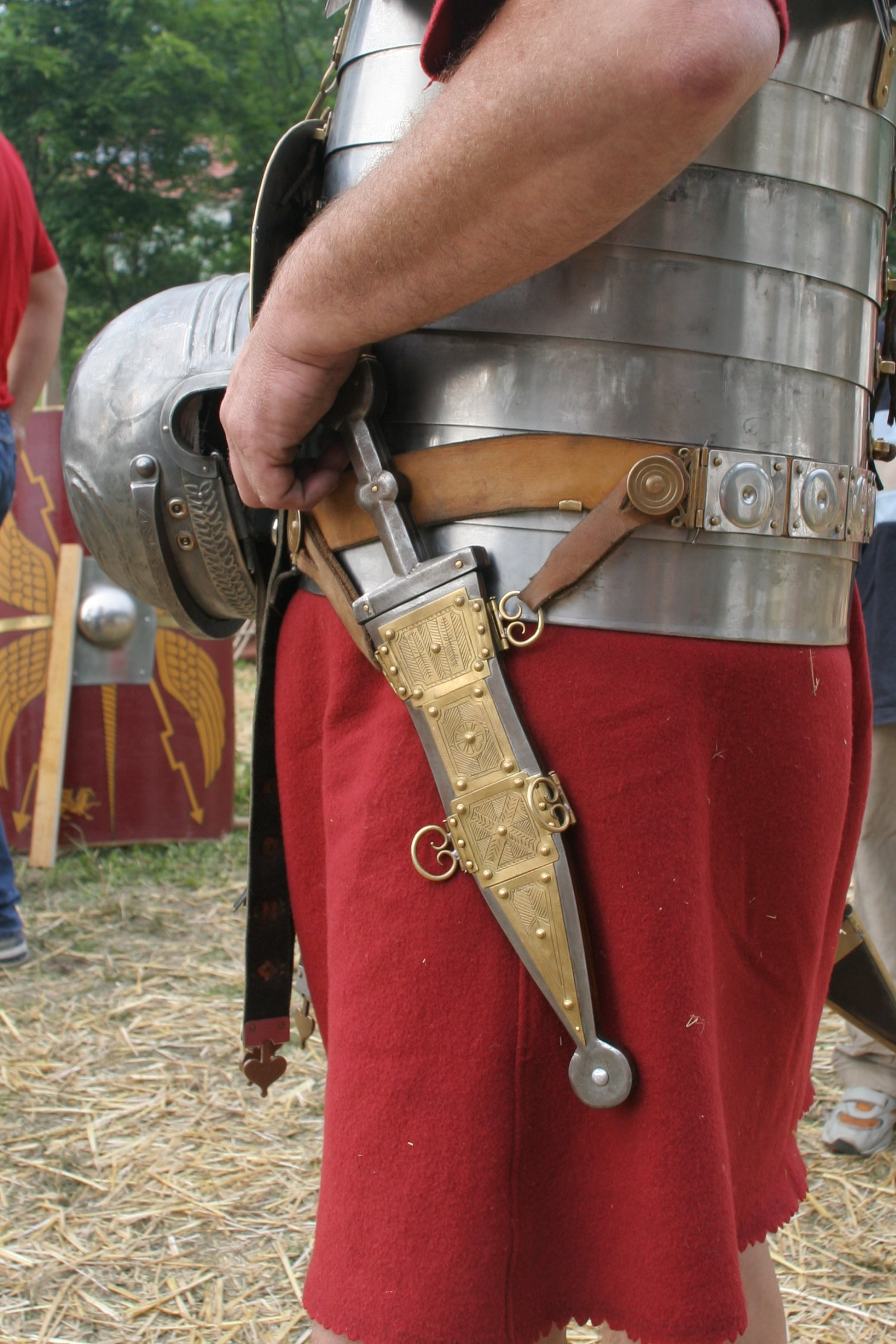
고대 로마 시대의 단검인 푸기오.

- 보위 나이프(Bowie Knife, 미국)
- 트랜치 나이프(Trench knife, 영국)
- 스틸레토(Stiletto, 이탈리아)

### 장검
- 롱소드 (Longsword)
- 스몰 소드 (Small Sword)
- 가타나(刀, 일본)
- 다치(太刀, 일본)
- 쓰루기(剣, 일본)
- 닌자도(忍者刀, 일본)
- 신군도(新軍刀, 일본)
- 와키자시(脇差, 일본)
- 나가마키(長巻, 일본)
- 나지나타(薙刀, 일본)
- 노다치 (野太刀, 일본)
- 묘도 (苗刀, 중국)
- 캄필란(필리핀)
- 우루미(말라얄람어: ഉറുമി, 인도)
- 탈와르(힌디어: तलवार, 인도)
- 샴시르(페르시아어: شمشیر, 서남 아시아)
- 시미타(서남 아시아)
- 코피스(Khopesh, 이집트)
- 파르시온(Falchion|, 유럽)

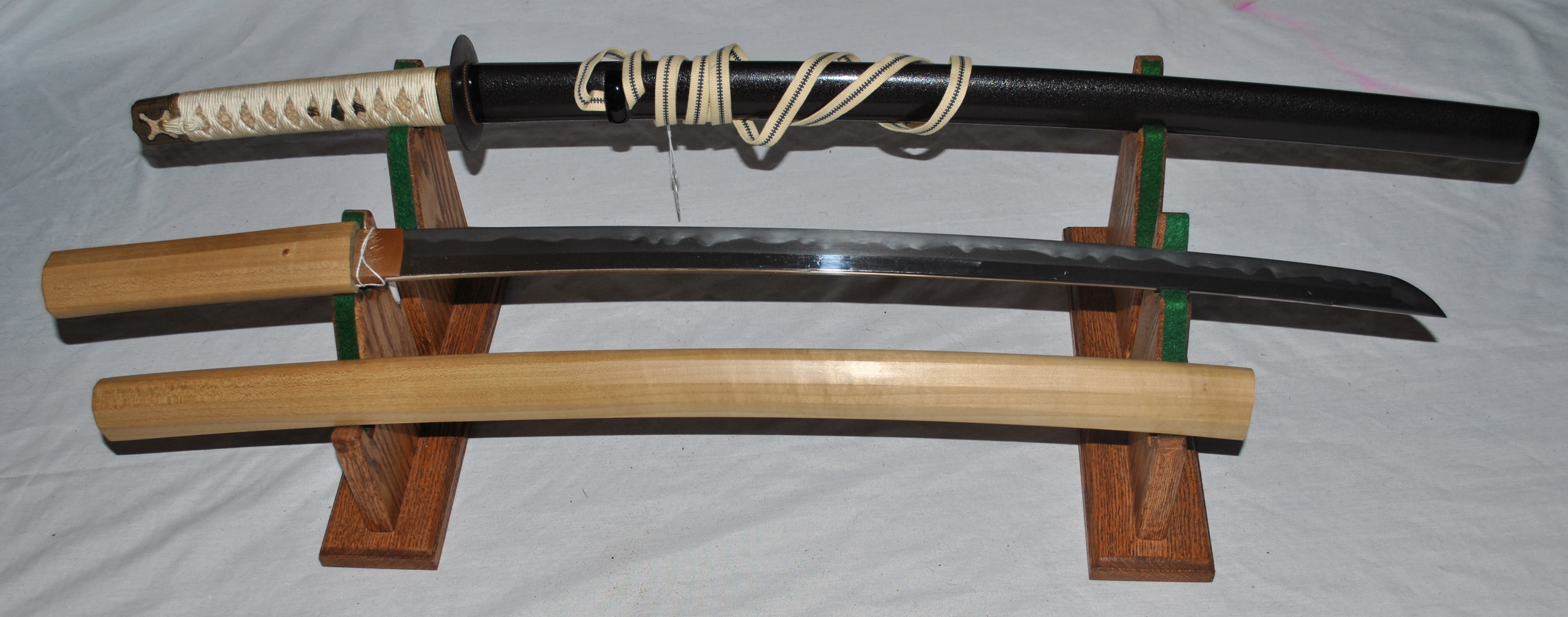
일본의 전통 무기인 가타나.

- 플랑베르주(Flamberge, 프랑스)
- 사브르(Sabre, 프랑스)
- 클레이모어 (Claymore, 영국)
- 레이피어(Rapier)
- 쇼텔(Shotel)
- 마체테(Machete)
- 환도(環刀, 한국)
- 창포검(菖蒲劒, 한국)

## 막대기

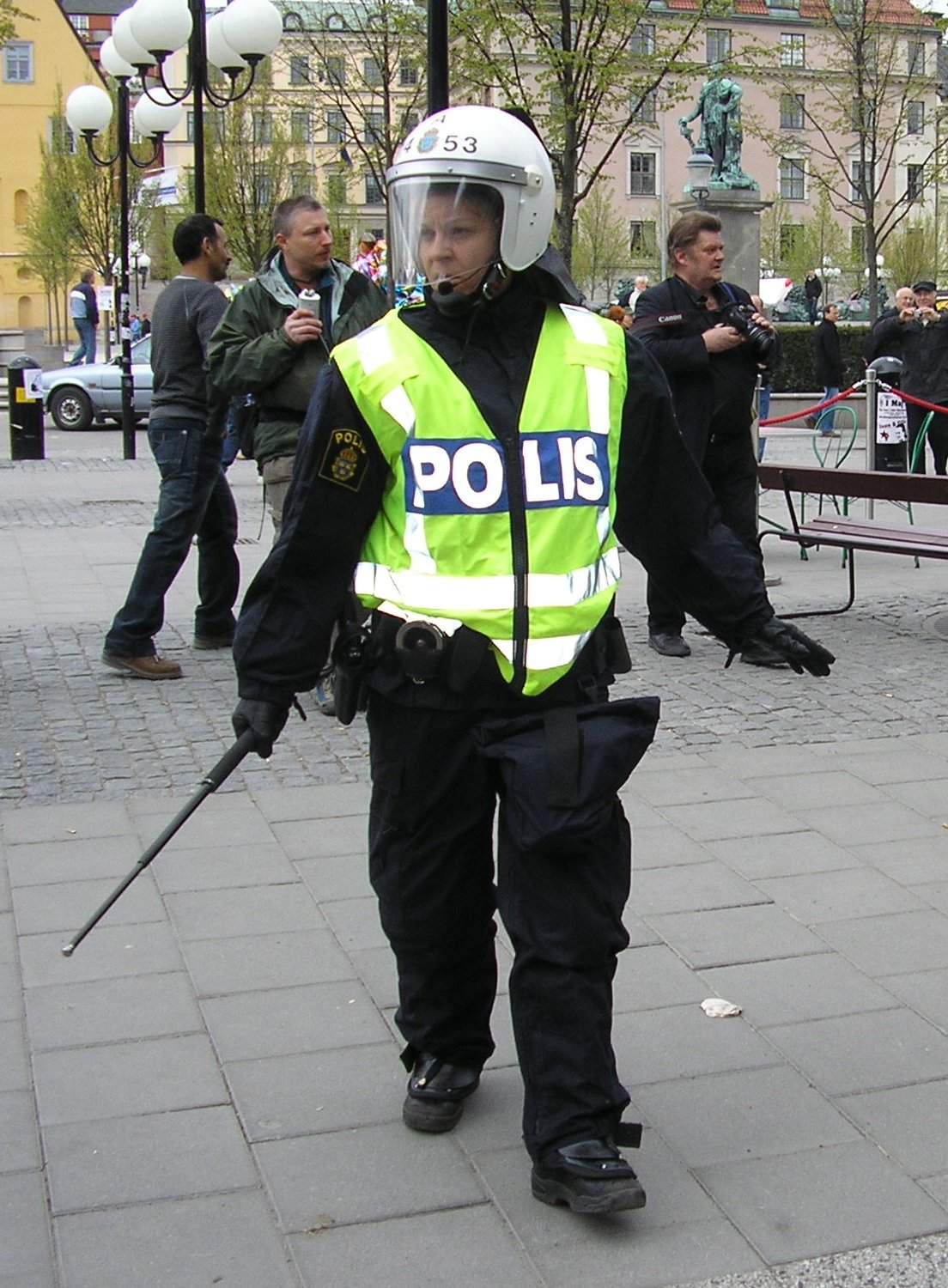
경찰봉을 들고 있는 스웨덴의 한 경찰.

- 곤(棍, 중국)
- 봉(棒, 일본)

### 곤봉
- 십수 (十手, 일본)
- 카나보 (金棒, 일본)
- 메이스(Mace, 유럽)
- 모르겐슈테른(Morgenstern, 유럽)
- 타이아하(Taiaha, 뉴질랜드)
- 경찰봉(警察棒)

## 기타
- 쿠사리가마(鎖鎌, 일본)
- 수리검(手裏剣, 일본)
- 쌍절곤(雙節棍, 일본어: ヌンチャク 눈차쿠[*], 중국)
- 삼절곤(三截棍, 중국)
- 차크람(힌디어: चक्रं, 인도)
- 총검(銃劍)

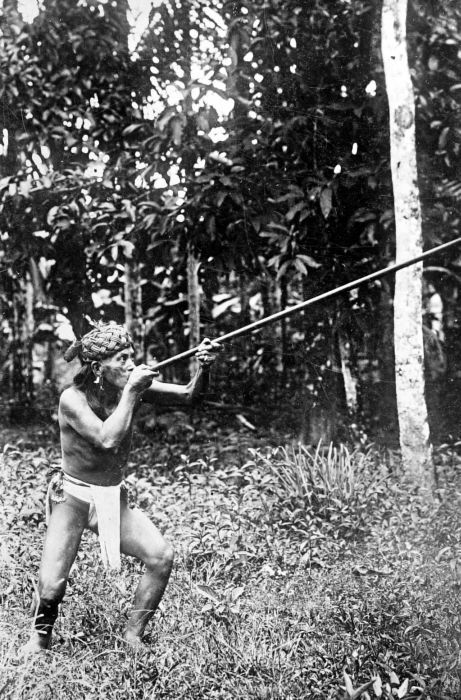
블로우건 형태의 인도네시아 토속 무기.

- 브래스 너클스(Brass Knuckles)
- 블로우건(Blowgun, 빨대 비슷한 막대의 한 쪽을 입으로 불어서 발사하는 형태)

## 수련용 무기
- 죽도 (竹刀; 일본)
- 목검
- 목도 (일본)
- 거합도 (居合刀; Iaitō; 일본)
- 수부리도 (素振り刀; Suburitō; 일본)[1]